# Réseau hydrographique de la Nièvre
Le réseau hydrographique de la Nièvre est l'ensemble des éléments naturels (rivières) ou artificiels (canaux), drainant le territoire du département du Nièvre (région Bourgogne-Franche-Comté, France). Il regroupe ainsi des cours d'eau ou canaux situés entièrement ou partiellement dans la Nièvre.
Le réseau hydrographique départemental comprend 9 cours d'eau de longueur supérieure à 50 km et 80 de longueur supérieure à 10 km. Plusieurs plans d'eau complètent ce réseau, dont certains remarquables comme . Deux canaux irriguent le territoire du département : le canal du Nivernais et le canal latéral à la Loire.

## Caractéristiques

### Cours d'eau

#### Notion de cours d'eau
Jusqu'en 2016, aucun texte législatif ne définissait la notion de cours d'eau. Ce n'est qu'avec la loi du 8 août 2016 pour la reconquête de la biodiversité, de la nature et des paysages que cette lacune est comblée. L'article 118 de cette loi insère un nouvel article L. 215-7-1 dans le code de l'environnement précisant que « constitue un cours d'eau un écoulement d'eaux courantes dans un lit naturel à l'origine, alimenté par une source et présentant un débit suffisant la majeure partie de l'année. L'écoulement peut ne pas être permanent compte tenu des conditions hydrologiques et géologiques locales. ». Ainsi les trois critères cumulatifs caractérisant un cours d'eau sont :
- la présence et la permanence d’un lit naturel à l’origine, ce qui distingue les cours d’eau (artificialisés ou non) des fossés et canaux creusés par la main de l’homme ;
- l’alimentation par une source ;
- la permanence d’un débit suffisant une majeure partie de l’année, critère qui doit être évalué en fonction des conditions climatiques et hydrologiques locales.

#### Cours d'eau de la Nièvre
D'une longueur de 3 000 km, le réseau hydrographique départemental comprend 9 cours d'eau de longueur supérieure à 50 km et 80 de longueur supérieure à 10 km.

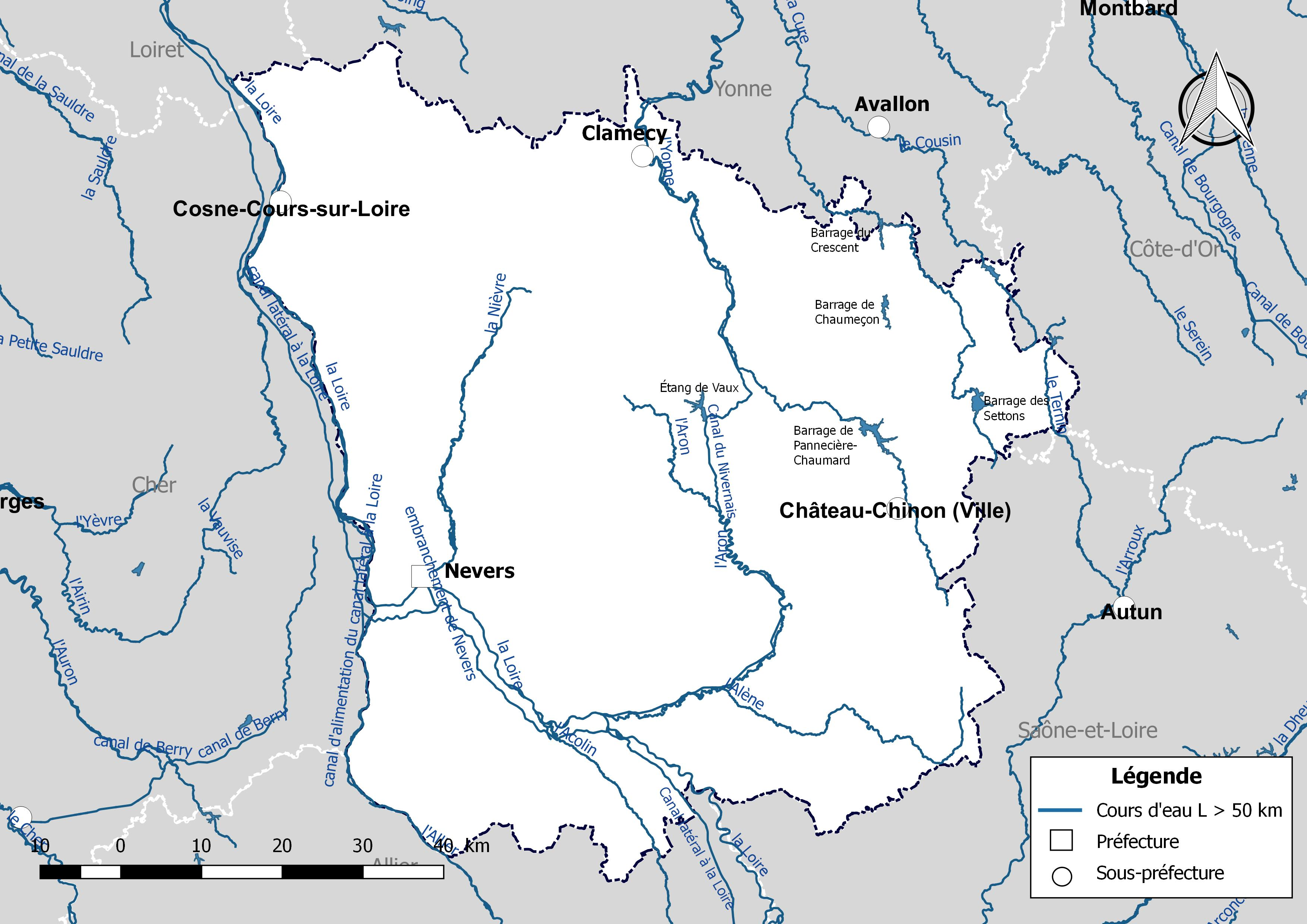
Carte des cours d'eau de longueur supérieure à 50 km de la Nièvre.
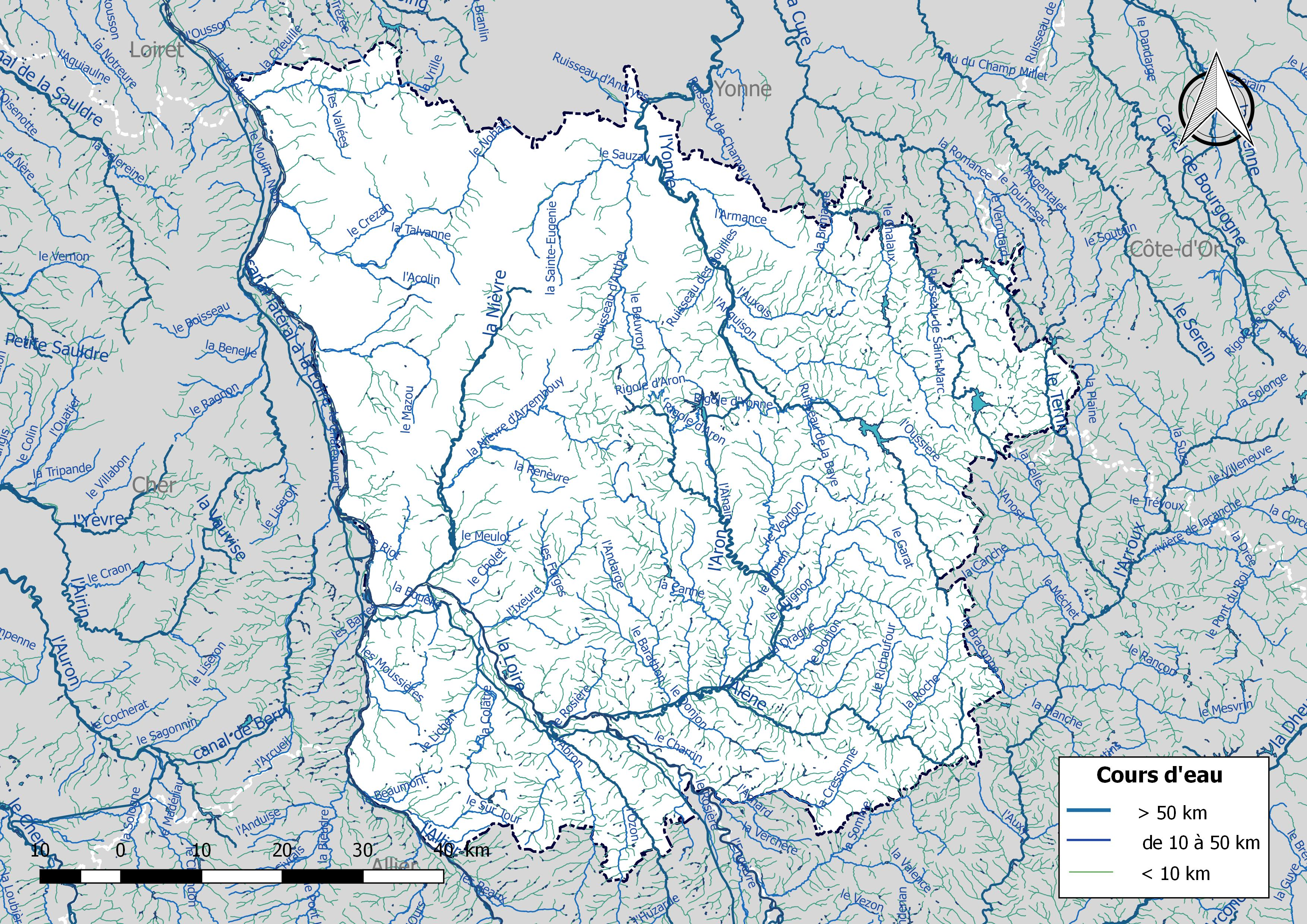
Carte de l'ensemble du réseau hydrographique de la Nièvre.

#### Domaine public fluvial
L'article L. 2111-7 du Code général de la propriété des personnes publiques (CG3P) indique que le domaine public fluvial naturel est constitué des cours d'eau et lacs appartenant à l’État, aux collectivités
territoriales ou à leurs groupements, et classés dans leur domaine public fluvial (DPF). Le DPF artificiel est défini à l'article L. 2111-10 du CG3P : il comprend les canaux et plans d'eau appartenant à une personne publique ou à un port autonome et classés dans son DPF, ainsi que les ouvrages ou installations dont la destination est liée à la gestion et l'exploitation des canaux et plans d'eau (alimentation en eau, navigation, halage ou exploitation).
Plusieurs cours d'eau sont classés dans le domaine public fluvial départemental.

#### Hydrologie des principaux cours d'eau
Les données hydrologiques des principaux cours d'eau de la Nièvre sont acquises grâce à un ensemble de plusieurs stations de mesure et stockées dans une base de données nationale dénommée Banque Hydro. Les hauteurs d'eau sont mesurées à des pas variables et permettent de calculer, par station, les débits instantanés, journaliers, mensuels... à partir des valeurs de hauteur d'eau et des courbes de tarage (relations entre les hauteurs et les débits). Ces valeurs sont actualisées à chaque mise à jour d'une hauteur ou d'une courbe de tarage (addition, précision supplémentaire, correction...).
À l'échelle des bassins versants, la gestion de la ressource en eau s’appuie sur un ensemble de points nodaux, définis par le Sdage, pour lesquels sont fixés des débits de référence correspondant à des situations de débit faible, notamment en période estivale. Les Sage peuvent aussi définir des points nodaux complémentaires à l’intérieur de leur périmètre. À chaque point correspond une zone d'influence équivalente au bassin amont du point nodal. Lorsque le débit  observé devient inférieur aux débits seuils, des mesures restrictives sont appliquées par arrêtés préfectoraux sur le territoire correspondant à la zone d’influence du point nodal considéré. Les débits seuils sont :
- le débit objectif d’étiage (DOE) qui constitue le débit en dessous duquel la vie aquatique est altérée ;
- le débit seuil d’alerte (DSA) à partir duquel des mesures de restriction d’usage sont déclenchées ;
- le débit de crise (DCR) au niveau duquel toutes les mesures possibles de restriction des prélèvements et des rejets sont mises en œuvre.

Le Sdage a défini dans la Nièvre cinq points nodaux.

### Canaux
La Nièvre est parcourue par deux canaux, le canal du Nivernais (120 km) et le canal latéral à la Loire (58 km). Ces ouvrages font partie du patrimoine nivernais et ont une valorisation essentiellement touristique. Ils sont gérés par le Conseil départemental entre Sardy-lès-Épiry et Cercy-la-Tour et par Voies navigables de France (VNF) sur le reste des parcours.

### Plans d'eau et milieux aquatiques
2 646 étangs étangs sont recensés en 2016 dans le département.
Sept plans d'eau de plus de 50 ha sont recensés : les lacs du Crescent, de Saint-Agnan, de Chaumeçon, des Settons et de Pannecière sur le versant Seine. Les étangs de Vaux et de Baye sur le versant Loire. Le plus important en capacité est le plan d’eau de Pannecière qui peut contenir 82,5 millions de m3. Viennent ensuite les Settons (19,5 MM3), Chaumeçon (19 MM3), le Crescent (14 MM3), Baye et Vaux (6,6 MM3).

## Gouvernance de bassin

### Bassins
La gestion de l’eau, soumise à une législation nationale et à des directives européennes, se décline par bassin hydrographique, au nombre de sept en France métropolitaine, échelle cohérente écologiquement et adaptée à une gestion des ressources en eau. La Nièvre dépend du bassin Loire-Bretagne qui est à la fois une circonscription administrative de bassin, territoires de gestion dont les limites sont des limites communales, et un bassin hydrographique, territoire hydrographique dont les limites sont des lignes de partage des eaux.

#### Découpage hydrographique
Les bassins hydrographiques sont découpés dans le référentiel national BD Carthage en éléments de plus en plus fins, emboîtés selon quatre niveaux : régions hydrographiques, secteurs, sous-secteurs et zones hydrographiques. Le département est découpé en deux régions hydrographiques : « la Loire de sa source à la Vienne » et « Seine amont ».  Par ailleurs les secteurs et sous-secteurs peuvent être regroupés dans les bassins versants suivants : la Loire (le bassin de la Nièvre est intégré dans le bassin de la Loire), l'Yonne, la Cure, l'Allier, l'Acolin.

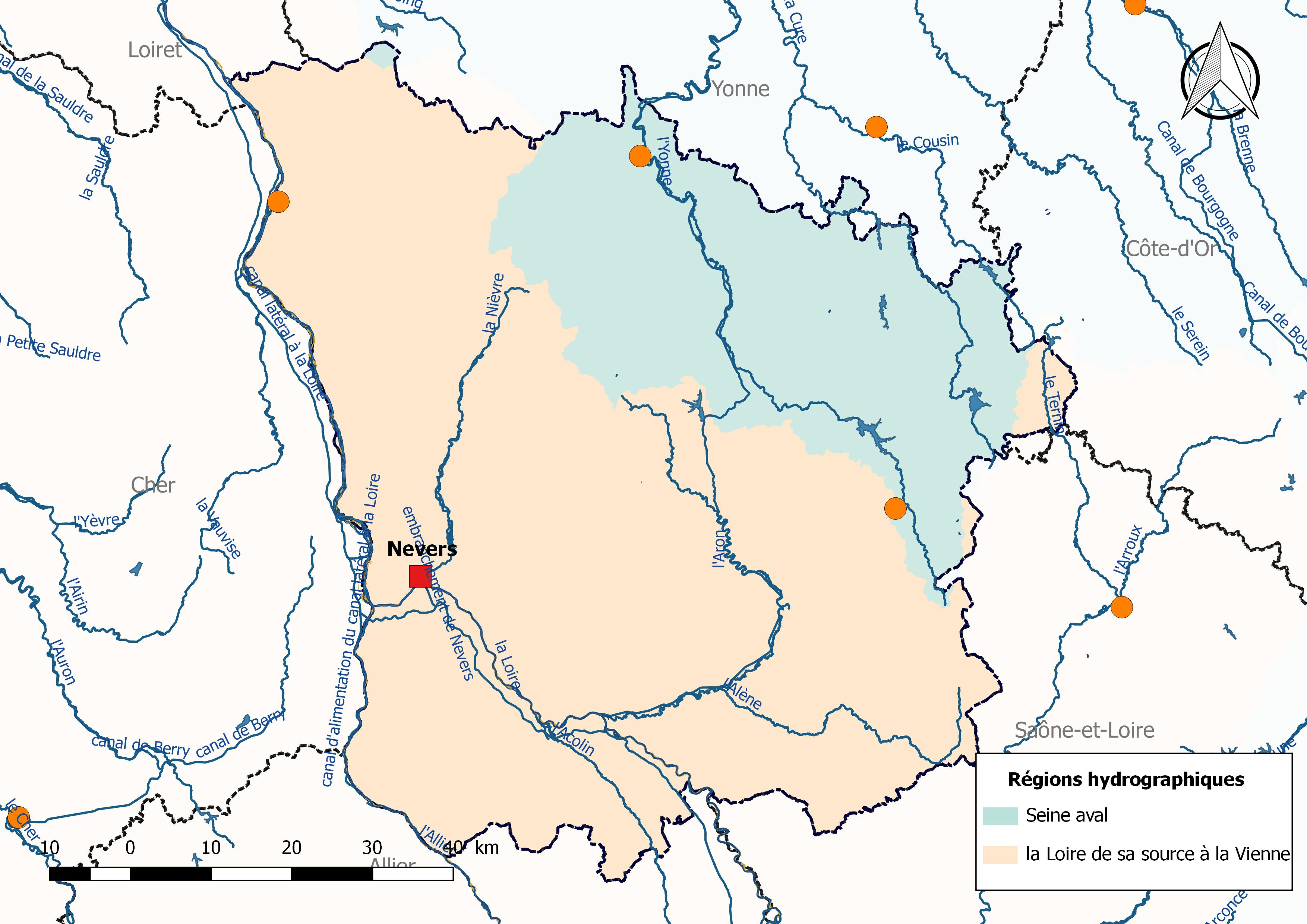
La Nièvre est découpée en deux régions hydrographiques.
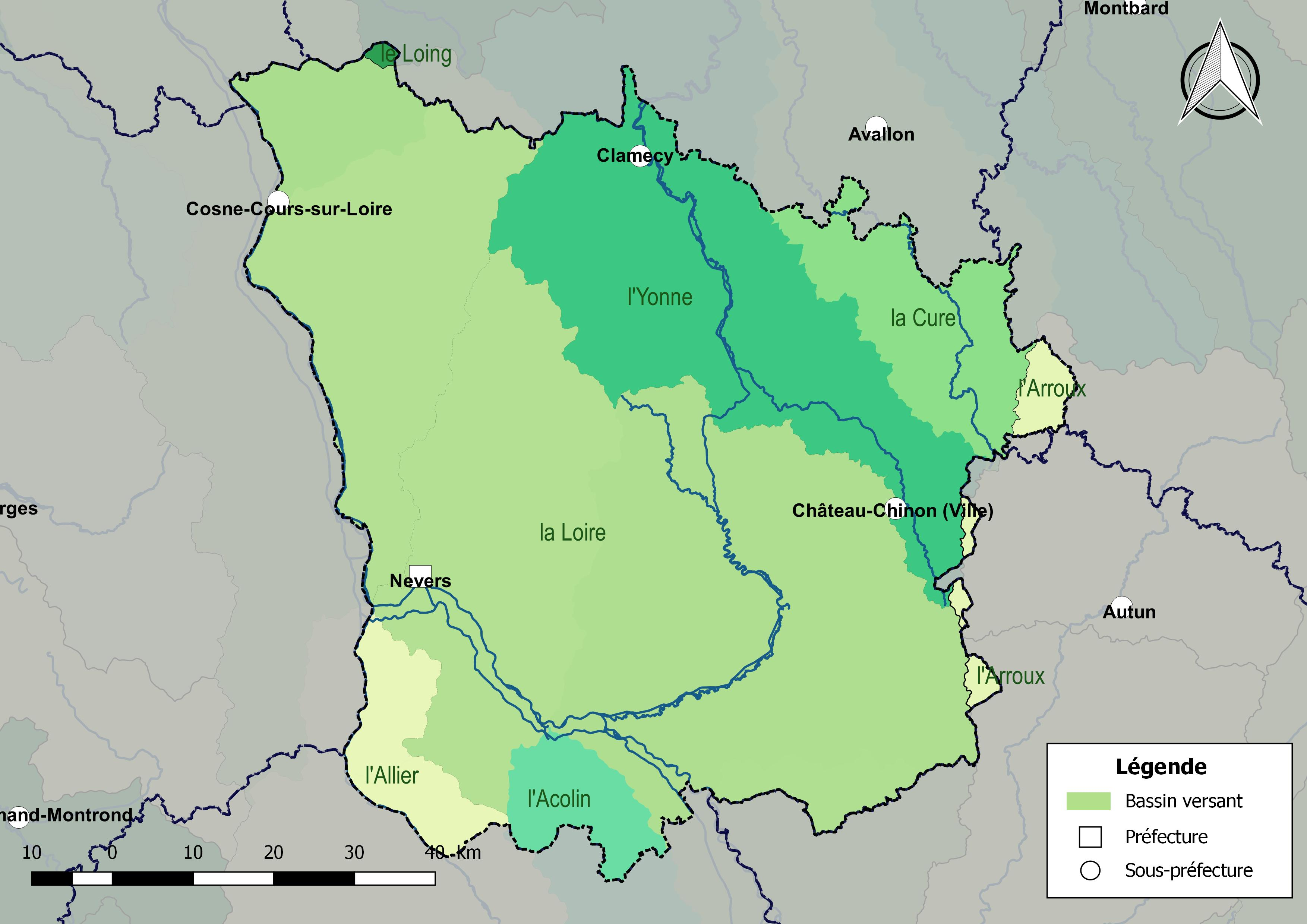
Les principaux bassins versants de la Nièvre.

#### Découpage administratif
Chaque circonscription de bassin, également appelée bassin Directive-cadre sur l'eau (bassin DCE), est découpée en sous-bassins administratifs, dénommés aussi sous-bassins DCE, qui constituent un niveau intermédiaire d’agrégation entre la masse d'eau et le bassin Directive-cadre de l'eau.  La Nièvre est découpée en trois sous-bassins (« Loire moyenne » et « Allier - Loire amont » au sein du bassin Loire-Bretagne, et « Seine amont » au sein du bassin Seine-Normandie). 

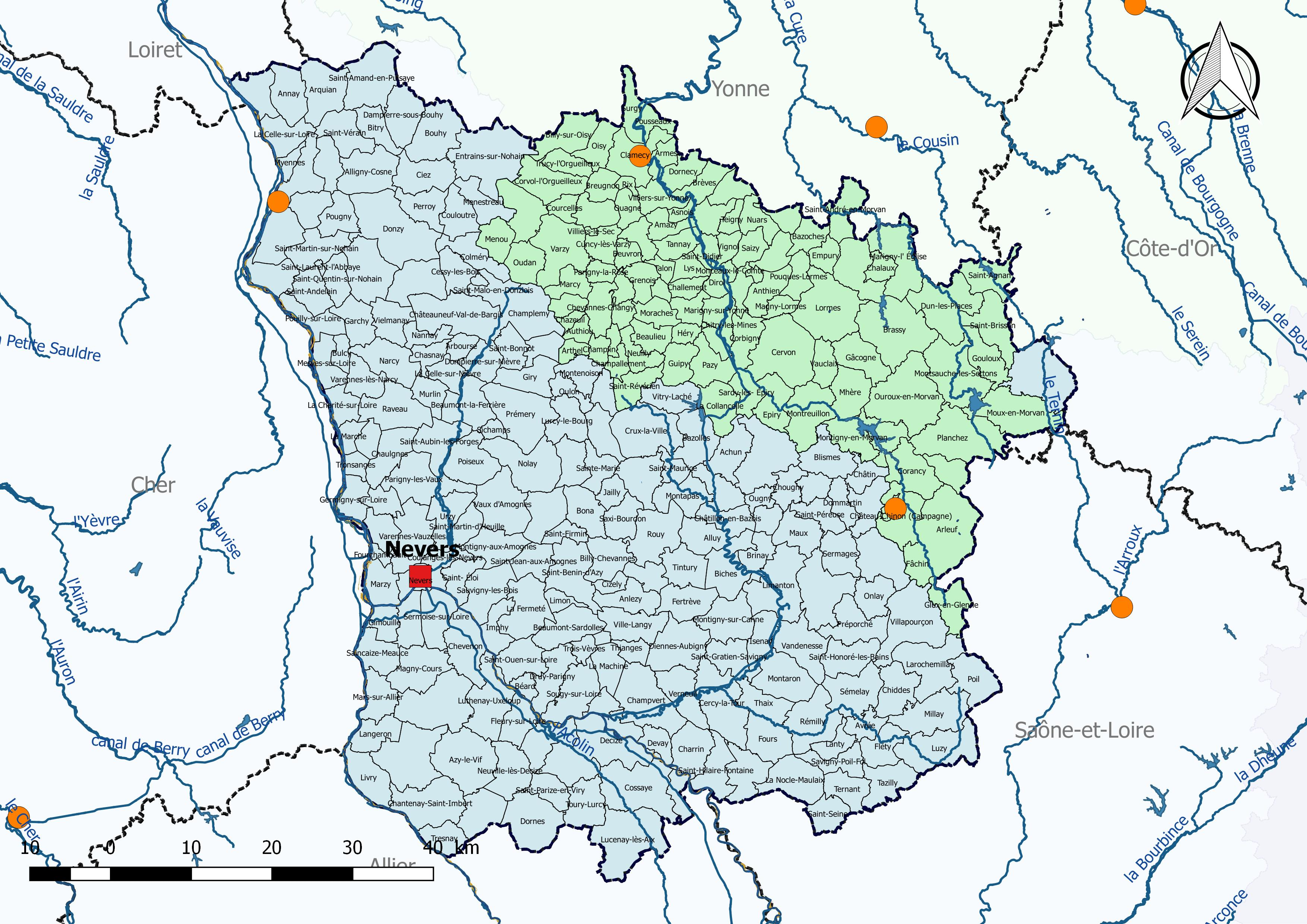
La Nièvre est découpée en deux bassins DCE : Loire-Bretagne et Seine-Normandie.
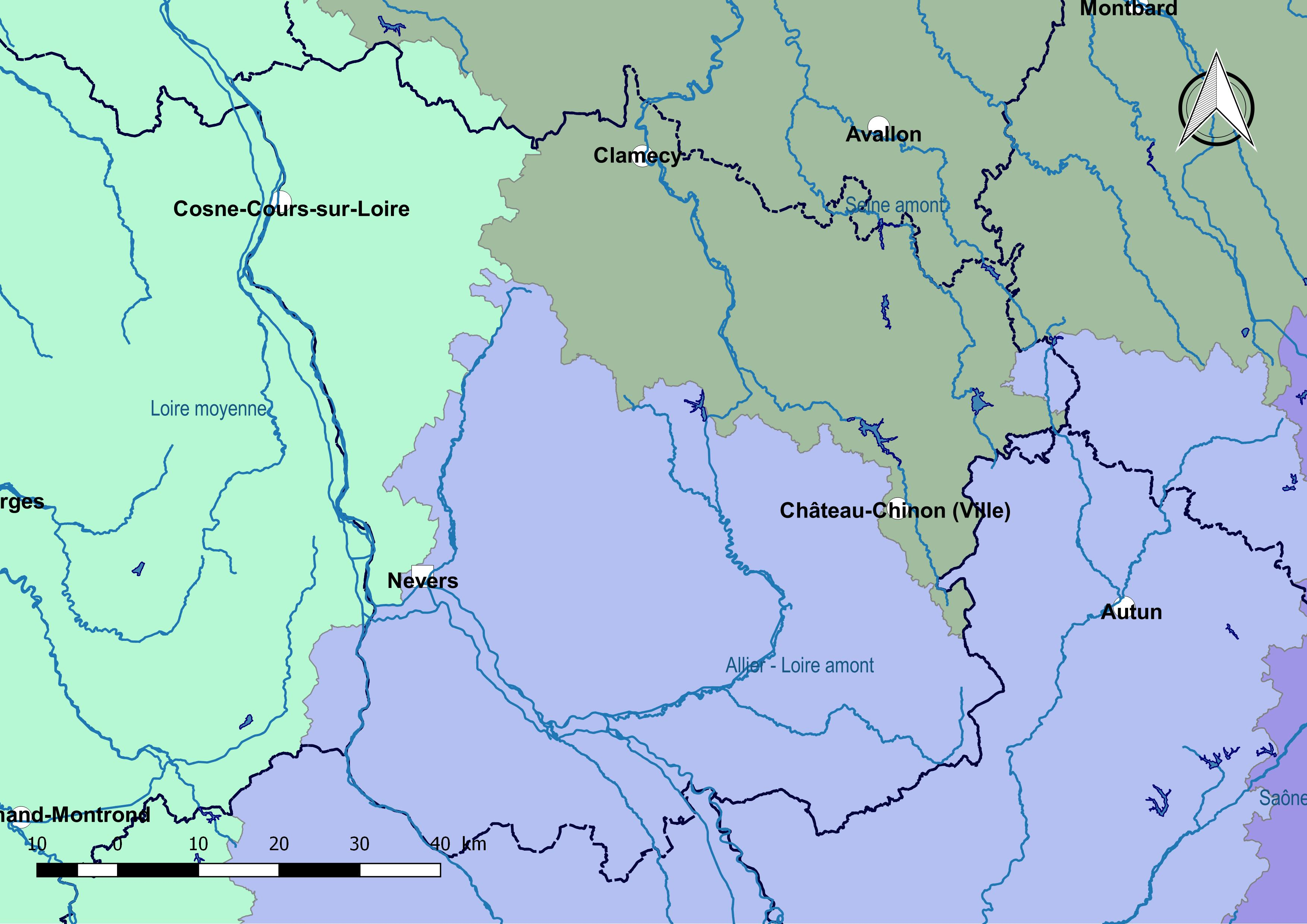
La Nièvre est découpée en trois sous-bassins.

### Acteurs
La planification de l’eau s’appuie sur une gouvernance qui fait intervenir différents acteurs que l’on peut schématiquement répartir en quatre groupes : sphère de décision, instances de préparation des décisions, instances techniques et partenaires du bassin associés à la planification. La sphère de décision comprend le comité de bassin et le préfet coordonnateur de bassin.

#### Instances de bassin
Les instances de bassins sont constituées de deux entités :
- Le comité de bassin, une instance de concertation qui regroupe différents acteurs, publics ou privés, agissant dans le domaine de l’eau : collectivités, État, usagers, personnes qualifiées, milieux socioprofessionnels et le préfet coordonnateur de bassin. Le département de la Nièvre dépend du comité de bassin Loire-Bretagne.
- L'agence de l'eau, un établissement public à caractère administratif de l’État. Le département de la Nièvre dépend de l'agence de l'eau Loire-Bretagne, dont le siège est à Orléans, et de l'agence de l'eau Seine-Normandie dont le siège est à Nanterre. La délégation « Allier-Loire amont » de l'agence de l'eau Loire-Bretagne intervient sur dix-huit départements pour tout ou partie, dont la Nièvre. Elle assure le secrétariat de la commission territoriale Allier-Loire amont du comité de bassin[11].

### Planification
La DCE du 23 octobre 2000 déploie une logique de planification (les « plans de gestions » que sont les Schémas directeurs d’aménagement et de gestion des eaux (SDAGE) en France), associée à une politique de programmation (les « programmes de mesures » - PdM), à l’échelle des grands bassins hydrographiques.
Le schéma directeur d'aménagement et de gestion des eaux (Sdage) est un document de planification dans le domaine de l’eau. Il définit, pour une période donnée de six ans, les grandes orientations pour une gestion équilibrée de la ressource en eau ainsi que les objectifs de qualité et de quantité des eaux à atteindre dans le bassin hydrographique dont dépend le département. Il est établi en application des articles L.212-1 et suivants du code de l’environnement. Le département de la Nièvre est concerné par les SDAGE Loire-Bretagne et Seine-Normandie.
| SDAGE                 | Approbation par le Préfet coordonnateur de bassin | Approbation par le Préfet coordonnateur de bassin |
| SDAGE                 | Période 2010-2015                                 | Période 2016-2021                                 |
| --------------------- | ------------------------------------------------- | ------------------------------------------------- |
| SDAGE Loire-Bretagne  | 18 novembre 2009                                  | 18 novembre 2015                                  |
| SDAGE Seine Normandie | 20 novembre 2009                                  | 1er décembre 2015                                 |

## Gouvernance locale

### Police de l'eau

#### Acteurs
La police de l'eau réglemente les installations, ouvrages, travaux ou activités qui peuvent exercer des pressions sur les milieux. Elle est assurée par trois polices spécialisées : la police de l’eau et des milieux aquatiques, la police de la pêche, la polices des installations classées. Les acteurs principaux sont  :
- La Mission interservice de l'eau et de la nature (ex Mission interservices de l’eau - MISE) rassemble sous l'autorité du préfet de nombreux services de l'État, tels que la DREAL, la DDT, la Direction régionale de l'alimentation, de l'agriculture et de la forêt de la région Bourgogne-Franche-Comté (DRAAF), la DDPP, l'Office national de la chasse et de la faune sauvage, la gendarmerie ainsi que des établissements publics de l'État : Agence régionale de santé (ARS), Agence de l'eau Loire-Bretagne[15] ,[16] ;
- L'Onema dont l'action se coordonne avec l’ensemble des services des polices de l’eau dans le cadre de conventions avec les préfets ;
- La DREAL Bourgogne-Franche-Comté coordonne la police de l'eau au niveau régional ;
- La DDT de la Nièvre assure des prestations d'ingénierie, de contrôle et d'appui auprès des organismes ;
- La gendarmerie et les maires sont compétents pour constater les infractions et les pollutions.

#### Cartographie des cours d'eau au titre de la police de l'eau
En lien avec la loi pour la reconquête de la biodiversité, de la nature et des paysages, publiée au Journal officiel du 9 août 2016, définissant la notion de cours d'eau, une instruction du gouvernement du 3 juin 2015 demande aux services d’État de mettre en place une cartographie du réseau hydrographique dans chaque département, afin de permettre aux riverains concernés de distinguer facilement les cours d’eau des fossés, non soumis aux mêmes règles : une intervention sur un cours d’eau allant au-delà de l’entretien courant ne peut en effet se faire que dans le cadre d’une déclaration ou autorisation « loi sur l’eau ». En outre les agriculteurs qui demandent les aides de la Politique agricole commune doivent implanter ou conserver une bande tampon de 5 mètres le long des cours d'eau classés au titre des B.C.A.E (Bonnes conditions agricoles et environnementales). Dans ce cadre, les services de l'État ont engagé une démarche progressive d'identification des cours d'eau et publié une carte interactive.

### Gestion intercommunale des cours d’eau
Force est de constater que la rivière n’est plus utilisée pour les besoins des riverains, que les travaux d’entretien sont coûteux et que le mode d’occupation des sols ainsi que les pratiques culturales ont été profondément modifiés. Les collectivités territoriales sont dès lors autorisées, mais ce n’est pas une obligation, à se substituer aux riverains pour assurer l’entretien et l’aménagement des cours d’eau non domaniaux lorsque ces travaux présentent un caractère d’intérêt général ou d’urgence (Article L.211-7 Code de l’Environnement). La constitution de syndicats intercommunaux pour l’entretien des rivières garantit la cohérence des interventions, permet de mutualiser les moyens des communes et de bénéficier de subventions publiques. Les communes ont donc été amenées petit à petit à se substituer aux riverains. Elles se sont regroupées en syndicats de rivières et ont pris en charge les travaux sur les cours d’eau non domaniaux.

### Planification: les SAGE

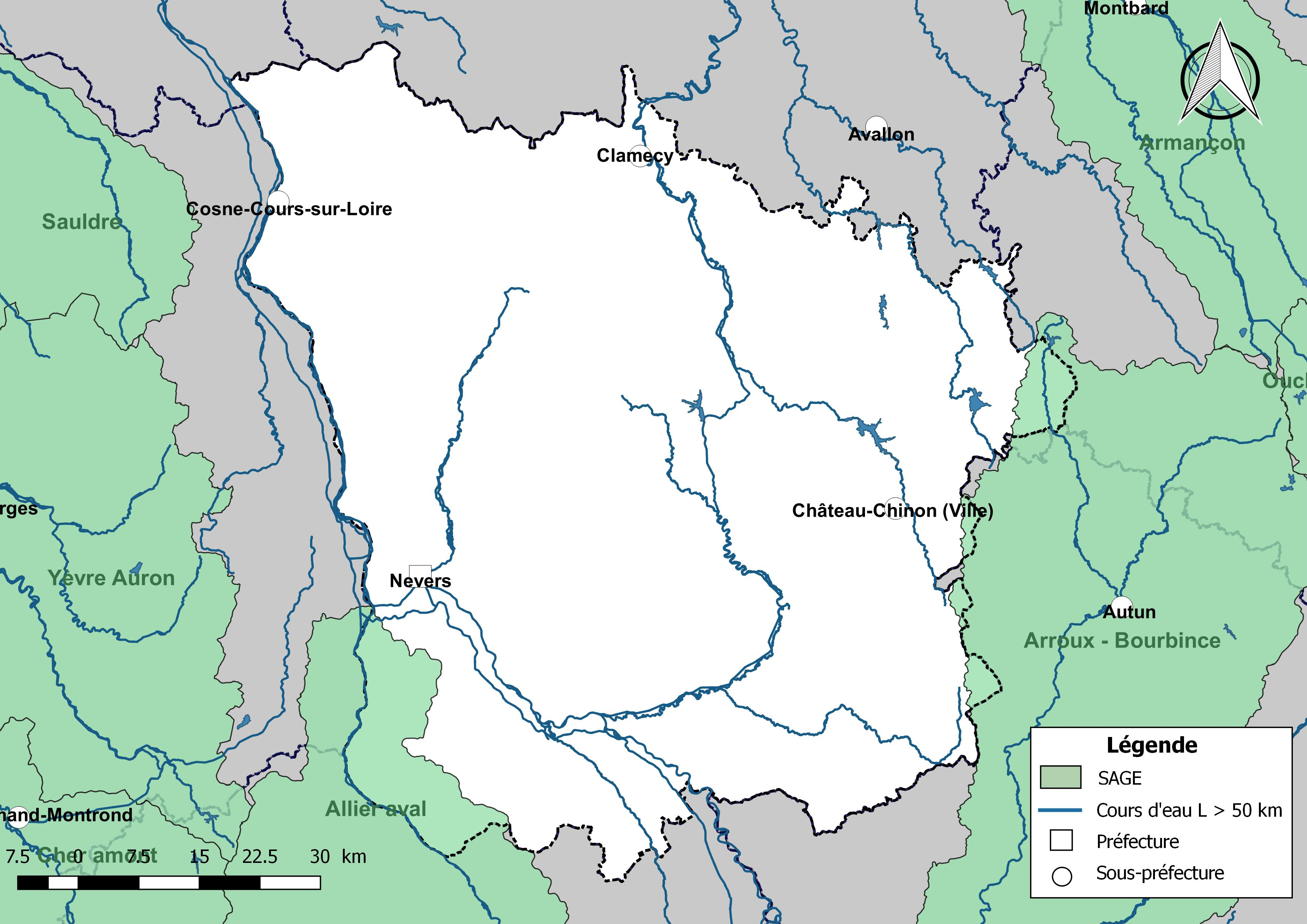
Carte des SAGE concernant la Nièvre au 1er janvier 2018.

Le schéma d'aménagement et de gestion des eaux (SAGE) est un outil de planification au périmètre plus restreint que le SDAGE. Il est fondé sur une unité de territoire où s’imposent une solidarité physique et humaine (bassins versants, nappes souterraines, estuaires…). Il fixe les objectifs généraux, les règles, les actions et moyens à mettre en œuvre pour gérer la ressource en eau et concilier tous ses usages. Le SAGE est élaboré par une commission locale de l'eau (C.L.E.) composée d’élus, d’usagers et de représentants de l’État. Il doit être approuvé par le Préfet après avis du comité de bassin pour devenir opposable aux décisions publiques. Les SAGE doivent être compatibles avec les orientations du SDAGE en application sur leur territoire.
Deux territoires sont engagés à des stades différents dans une démarche de Sage : « Arroux Bourbince » et « Allier aval ».

#### Établissements publics territoriaux de bassin
La loi du 30 juillet 2003 relative à la prévention des risques technologiques et naturels et à la réparation des dommages a fait des établissements publics territoriaux de bassin (EPTB) des acteurs officiels de la politique de l'eau à l'échelle d'un bassin versant ou d'un sous-bassin. Leur rôle a été renforcé par la loi sur l'eau et les milieux aquatiques du 30 décembre 2006 et par la loi du 12 juillet 2010 portant engagement national pour l’environnement (Grenelle 2). Leur périmètre doit répondre à la cohérence hydrographique d'un bassin ou d’un sous-bassin hydrographique, sans limite de taille minimum. Il est déconnecté des limites administratives des collectivités membres.
Plusieurs EPTB ont été créés dans le bassin Loire-Bretagne. Seul l'Établissement public Loire (EPL) est compétent sur le territoire de la Nièvre.

## Entretien et aménagement

### Entretien des cours d'eau

#### Réglementation
D’un point de vue réglementaire, la loi sur l'eau et les milieux aquatiques du 30 décembre 2006 (LEMA) a modifié la définition de l’entretien d’un cours d’eau fixée à l’article L.215-14 du code de l’environnement. Selon cet article, l’entretien régulier a pour objet de « maintenir ce cours d’eau dans son profil d’équilibre, de permettre l’écoulement naturel des eaux et de contribuer à son bon état écologique ou, le cas échéant, à son bon potentiel écologique, notamment par enlèvement des embâcles, débris et atterrissements, flottants ou non, par élagage ou recépage de la végétation des rives ». Les travaux susceptibles d’être engagés pour procéder à l’entretien sont strictement encadrés (articles L. 215-14 et R.215-2 du code de l’environnement) et doivent correspondre notamment à l'enlèvement des embâcles, débris et atterrissements, flottants ou non, l'élagage ou le recépage de la végétation des rives,. Selon leur nature, les travaux d'entretien sont soumis à autorisation ou déclaration.

### Aménagement des cours d'eau
L'aménagement des cours d'eau comprend, entre autres :
- la réalisation d'infrastructures et de bâtiments (travaux routiers, zone d’aménagement concertée..)
- la protection de berges
- la restauration hydro-morphologique des cours d’eau, c’est-à-dire de ses profils en long et en travers et de son tracé planimétrique : capture, méandres, etc.
- la restauration de la continuité écologique, c’est-à-dire la possibilité de circulation des espèces animales et le bon déroulement du transport des sédiments.

Selon leur nature, les travaux d'aménagement sont soumis à autorisation ou déclaration.

## Pêche et peuplements piscicoles

### Droit de pêche et associations de pêche
Le propriétaire riverain a le droit de pêche jusqu’à la limite de sa propriété (milieu de cours d’eau) sous réserve de disposer d’une carte de pêche (L. 435-4 et R435-34 à 39 du code de l’Environnement). S’il le souhaite, le propriétaire peut signer un bail de pêche avec une association (exemple l'AAPPMA) ou la fédération de pêche pour la Nièvre. En donnant le droit de pêche, qui ne le dessaisit pas lui-même de ce droit, il doit laisser un accès aux pêcheurs membres de cette association. En 2018, il y a 51 associations agréées de Pêche et de Protection du Milieu Aquatique (AAPPMA).

### Classement et peuplements piscicoles
La catégorie piscicole est un classement juridique des cours d'eau en fonction des groupes de poissons dominants. Un arrêté réglementaire préfectoral permanent reprend l’ensemble des dispositions applicables en matière de pêche dans le département de la Nièvre en les différenciant selon les catégories piscicoles. Ces dispositions sont reprises sur le site de la fédération de pêche de la Nièvre.

#### Cours d'eau de première catégorie
Un cours d'eau est déclaré de première catégorie lorsque le peuplement piscicole dominant est constitué de salmonidés (truite, omble chevalier, ombre commun, huchon). Si elles sont naturellement présentes (et non issues de réempoissonnements successifs), ces espèces sont réputées être de bons bioindicateurs. Elles sont en général accompagnées par d'autres petits poissons (vairon, chabot, etc). Ce type de cours d'eau est souvent qualifié de « rivière à truites ». Dans la Nièvre, les cours d'eau classés en première catégorie piscicole sont les suivants :
- L'Yonne et le Languison, en amont de leur confluent, sauf les parties recouvertes par le déversoir de Pannesière jusqu'à la ligne de transport d'énergie électrique située à 600 mètres en amont du pont routier reliant le hameau d'Ardilly à la route nationale no 444 de Château-Chinon à Lormes ;
- La Houssière, sauf les parties recouvertes par le déversoir de Pannesière.
- L'Armance ;
- La Cure, sauf la partie du réservoir des Settons située en aval du pont Chevigny et la partie du bassin du Crescent située en aval du pont de Railly ; le Cousin, à l'exception du lac réservoir de Saint-Agnan.
- Le Ternin ou Tarenne ; le Vergne ou Braconne ;
- Le Veynon, en amont du moulin de la Roche, commune de Chougny ; le Guignon ; le Garat ; la Dragne ; la Roche ;
- La Nièvre de Dompierre, en amont du pont de Bizy (commune de Guérigny) ; la Sourde-Douceline.
- Le Mazou, en amont du pont de Narcy ;
- Les affluents du Nohain.
- La Vrille, affluent de la Loire, en amont du pont d'Annay (commune d'Annay) ;
- Les affluents et sous-affluents des cours d'eau ou portions de cours d'eau situés dans le département et désignés ci-avant, sauf les sections du Chalaux recouvertes par la retenue de Chaumeçon, en aval du moulin de Tala et par la retenue de Crescent, en aval de la passerelle des Patouillats.

#### Cours d'eau de deuxième catégorie
Pour un cours d'eau de deuxième catégorie, l'espèce biologique dominante est constituée essentiellement de poissons blancs (cyprinidés) (donc rivière cyprinicole) et de carnassiers (brochet, sandre et perche). Depuis les années 1990 ce type de rivières est également peuplé de silures. Dans la Nièvre, tous les cours d'eau non classés en première catégorie le sont en deuxième catégorie piscicole.

## Continuité écologique

### Notion de continuité écologique
La continuité d’un cours d’eau est une notion introduite en 2000 par la Directive cadre européenne sur l'eau. En droit français, l'article R214-109 du code de l'environnement définit la notion d'obstacle à la continuité écologique. A contrario, la continuité écologique est obtenue en supprimant ou limitant ces obstacles et doit permettre d'assurer :
- la libre circulation des organismes aquatiques et leur accès aux zones indispensables à leur reproduction , leur croissance, leur alimentation ou leur abri ;
- le transport naturel des sédiments de l’amont à l’aval des cours d’eau.
- les connexions latérales avec les réservoirs biologiques et en assurer leur bonne hydrologie

Le défaut de continuité écologique peut être la conséquence de la présence d'ouvrages en travers des cours d'eau, mais aussi d'ouvrages coupant les connexions latérales. En plus de constituer une entrave à la circulation des poissons, la fragmentation des cours d'eau affecte les capacités d'adaptation des espèces aux changements climatiques, induit des perturbations du fonctionnement des écosystèmes aquatiques et réduit l'efficacité des services rendus par les écosystèmes.

### Classement des cours d'eau

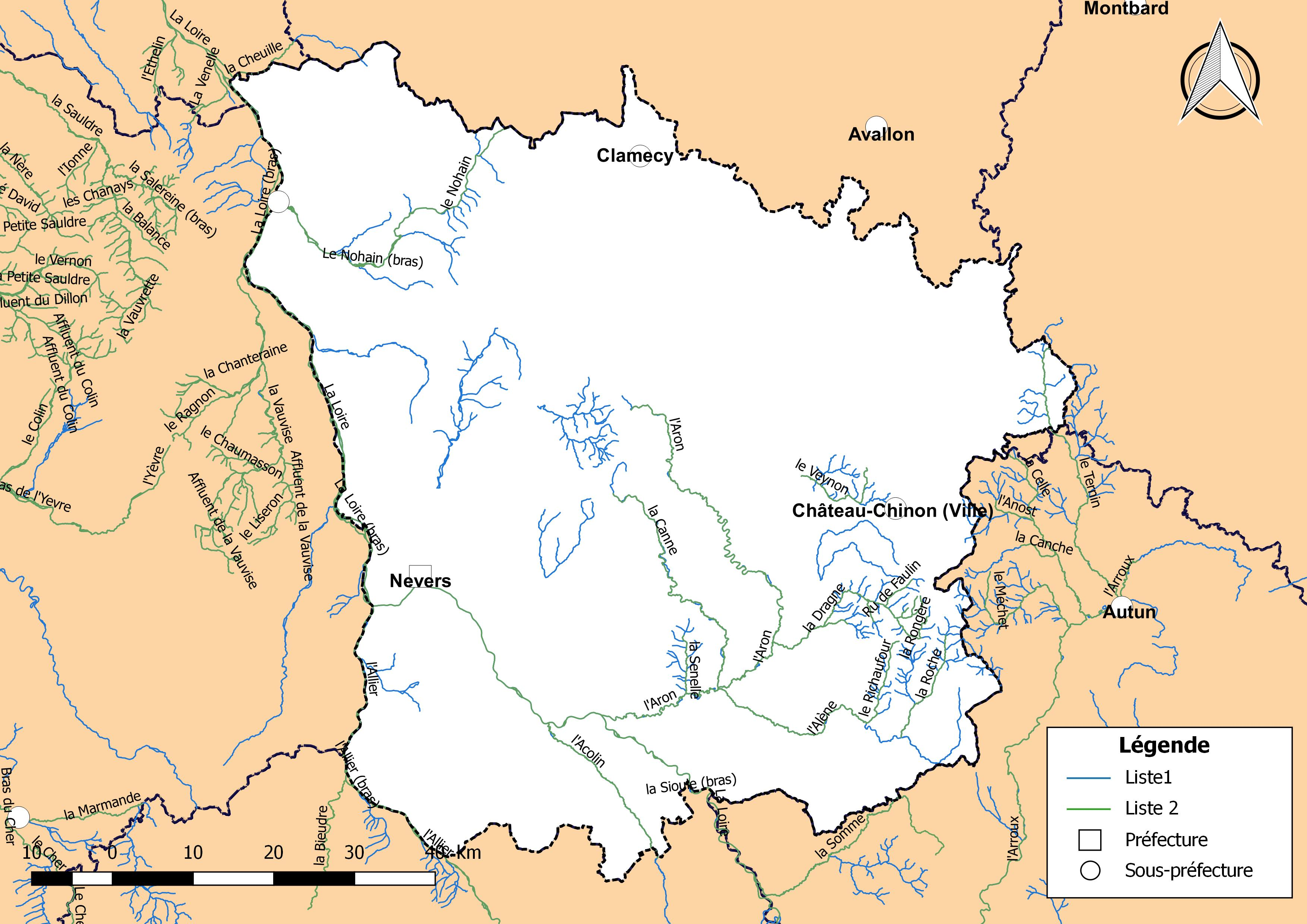
Carte des cours d'eau de la Nièvre classés au titre de l'article L. 214-17 du Code de l’Environnement.

Depuis plus d'un siècle, des rivières sont classées pour bénéficier de mesures de protection particulières. Ces classements de cours d'eau, outils réglementaires, ont été établis afin de limiter l'impact des ouvrages construits en travers des cours d'eau sur la circulation piscicole. Avant 2006, deux catégories distinguaient certains cours d'eau en fonction de leur état et de la volonté de préserver et restaurer la continuité écologique : les rivières classées et les rivières réservées.
À partir de 2006, les critères de classement des cours d’eau ont été adaptés aux exigences de la directive cadre sur l’eau avec la loi sur l'eau et les milieux aquatiques (LEMA) du 30 décembre 2006 et le décret no 2007-1760 du 14 décembre 2007. Pour atteindre l’objectif de bon état des eaux, les dispositifs antérieurs sont  réformés pour intégrer l’ensemble des composantes de la continuité écologique. Deux listes de classement sont définies pour chacun des bassins hydrographiques (Article L. 214-17 du Code de l’Environnement). Les éléments de cadrage nécessaires pour l’établissement de ces nouveaux classements, qui seront arrêtés par les préfets coordonnateurs de bassin sur la base des propositions des préfets de département sont définis dans la circulaire du 6 février 2008. Le délai ultime pour procéder à la première refonte des classements était le 1er janvier 2014. Pour les cours d'eau du bassin Loire-Bretagne, les nouveaux arrêtés de classement ont été publiés le 10 juillet 2012,.
En synthèse, ces listes s'inscrivent dans deux logiques différentes  selon l'état initial de la rivière : préserver et/ou restaurer, :
| Liste   | Objectifs | Conséquences |
| ------- | --- | --- |
| Liste 1 | Préserver les cours d’eau ou parties de cours d’eau : - en très bon état écologique, - « réservoirs biologiques », dotés d’une riche biodiversité jouant le rôle de pépinière, - nécessitant une protection complète des poissons migrateurs. | Interdiction de construire tout nouvel obstacle à la continuité écologique quel qu’en soit l’usage. Des prescriptions de maintien de la continuité écologique pour tout renouvellement de concession ou d'autorisations. |
| Liste 2 | Restaurer la continuité écologique sur les cours d’eau en assurant le transport suffisant des sédiments et la circulation des poissons. | Obligation de mise en conformité des ouvrages dans les 5 ans après publication de la liste. |

## Réservoirs biologiques
L'article R214-108 du code de l'environnement précise le contenu de la notion de réservoir biologique. Elle concerne les cours d’eau qui comprennent une ou plusieurs zones de reproduction ou d’habitat des espèces de phytoplanctons, de macrophytes et de phytobenthos, de faune benthique invertébrée ou d’ichtyofaune, et permettent leur répartition dans un ou plusieurs cours d’eau du bassin versant . Les réservoirs biologiques, nécessaires au maintien ou à l’atteinte du bon état écologique des cours d’eau, correspondent donc  : 
- à un tronçon de cours d’eau ou annexe hydraulique qui va jouer le rôle de pépinière, de « fournisseur » d’espèces susceptibles de coloniser une zone naturellement ou artificiellement appauvrie (réensemencement du milieu) ;
- à des aires où les espèces peuvent accéder à l’ensemble des habitats naturels nécessaires à l’accomplissement des principales phases de leur cycle biologique (reproduction, abri-repos, croissance, alimentation).

Dans le cadre des travaux préparatoires à l'élaboration de ce classement au sein du SDAGE Loire-Bretagne, quelques réserves biologiques ont été identifiées dans la Nièvre au sein du bassin Loire-Bretagne.